# Hedvig Bjelkevik
Hedvig Bjelkevik, född 18 april 1981 i Arendal, Aust-Agder fylke, är en norsk skridskoåkare som tävlar för Arendal Skøiteklub. Hon ingick i det norska laget som slog olympiskt rekord över sex varv vid olympiska vinterspelen 2006 i Turin.

## Personliga rekord
40,06 - 1.18,44 - 1.58,74 - 4.13,30 - 7.33,17